# Гідеон Денні
Гідеон Жак Денні (англ. Gideon Jacques Denny; 1830—1886) — американський художник-мариніст.

## Біографія
Народився 15 липня 1830 року в місті Вілмінгтон, штат Делавер.
Спочатку працював на судах в Чесапікській затоці. Потім, в 1849 році, під час Золотої лихоманки, їздив до Каліфорнії. Пізніше працював у доках Сан-Франциско і був членом San Francisco Committee of Vigilance. Після двох років роботи в Каліфорнії, Денні переїхав у штат Мілвокі, де навчався живопису у Самюела Марсдена Брукса (англ. Samuel Marsden Brookes) — вчителя і друга. Після шести років навчання в Мілвокі, Денні повернувся до Сан-Франциско і заснував власну студію на Буш-Стріт. У 1862 році до нього приїхав Семюел Брукс. Вони деякий час жили разом у студії. У 1868 році Гідеон Денні провів два місяці на Гаваях, де побував на кількох островах. Також він відвідував Канаду і Південну Америку. Коли у 1871 році в Сан-Франциско була створена San Francisco Art Association, Денні став її першим директором.
Помер Гідеон Денні від малярії 7 жовтня 1886 року в Камбрії (англ. Cambria), штат Каліфорнія.

## Твори
За своє недовге життя Гідеон Денні створив досить багато творів, що зберігаються в наступних музеях: Художній музей Крокера, Художній музей та тихоокеанський кіноархів Берклі, Музей образотворчих мистецтв Сан-Франциско, Оклендський музей Каліфорнії.